# P-03D
docomo STYLE series P-03D（ドコモ スタイル シリーズ ピー ゼロサンディー）は、パナソニック モバイルコミュニケーションズによって開発された、NTTドコモの第三世代携帯電話（FOMA）端末であるdocomo STYLE seriesの一つである。

## 概要
LUMIX Phoneのブランド名は冠しておらず、VIERAケータイシリーズとなっているがP-05Cの事実上の後継機種である。ただし、NTTドコモのフィーチャーフォン向けラインナップの見直しによりdocomo PRIME seriesが廃止されたため、モバイルPEAKSプロセッサー等の機能を一部カットしdocomo STYLE series扱いとしている。

本機種では通常のスライド式のように上方向へのスライドのほか下方向へのスライドも可能となっており、下方向にスライドさせると130万画素と高機能な内側カメラが現れ、ハンドミラーが起動するようになっており、さらにワンタッチでインカメラが起動するようになっている。

また、パナソニック製スライド端末ではおなじみのスピードセレクター構造を採用しており、3色のカラーバリエーションのうちPink、Pink Goldのスピードセレクターはジュエリーカットデザインを採用している。

そのほかにもIPX5/7等級の防水性能も備えている。

### その他機能
| 主な対応サービス                   | 主な対応サービス                                                    | 主な対応サービス                       | 主な対応サービス                                     |
| ---------------------------------- | ------------------------------------------------------------------- | -------------------------------------- | ---------------------------------------------------- |
| タッチパネル                       | FOMAハイスピード （送信2.0Mbps/受信7.2Mbps）                        | Bluetooth                              | DCMX／おサイフケータイ                               |
| iアプリオンライン／地図アプリ      | 直感ゲーム／メガiアプリ                                             | iウィジェット                          | マチキャラ／iコンシェル（※）                         |
| ホームU／ポケットU                 | GPS（※）／ケータイお探し                                            | デコメール／デコメ絵文字／デコメアニメ | iチャネル                                            |
| 着もじ                             | テレビ電話/キャラ電                                                 | ケータイデータお預かりサービス         | フルブラウザ                                         |
| おまかせロック／バイオ認証         | 外部メモリーへiモードコンテンツ移行／ユーザーデータ一括バックアップ | トルカ                                 | iC通信／iCお引越しサービス                           |
| きせかえツール／ダイレクトメニュー | バーコードリーダ／名刺リーダ                                        | 2in1                                   | エリアメール／ソフトウェアーアップデート自動更新     |
| GSM／3Gローミング（WORLD WING）    | 着うたフル／うた・ホーダイ                                          | Music&Videoチャネル／ビデオクリップ    | デジタルオーディオプレーヤー(WMA)(AAC)(SDオーディオ) |

※オートGPS対応

## 不具合
2012年1月12日に以下の不具合の修正がソフトウェアアップデートによって行われた。
- 特定の画面で液晶がちらつく場合がある。

2012年2月23日に以下の不具合の修正がソフトウェアアップデートによって行われた。
- 災害用音声お届けサービスに対応。

2012年4月16日に以下の不具合の修正がソフトウェアアップデートによって行われた。
- 災害用音声お届けサービス利用時に表示される一部のメッセージの表現を変更

2014年6月10日に以下の不具合の修正がソフトウェアアップデートによって行われた。
- カメラまたはボイスレコーダーを起動すると、まれに携帯電話（本体）が再起動する場合がある。
- しゃべって検索にて音声を入力すると、エラーが表示され検索が失敗する場合がある。

## 沿革
- 2011年10月18日 - NTTドコモより発表。
- 2011年12月7日 - 発売開始。